# Héliodore de Catane
Héliodore de Catane est un personnage légendaire, magicien et nécromancien (VIIIe siècle).

### Œuvres
- Heliodoros, In Paulum Alexandrinum Commentarium, éd. E. Boer, Leipzig, 1962.